# Courlac
Courlac ist eine französische Gemeinde mit 58 Einwohnern (Stand: 1. Januar 2022) im Département Charente in der Region Nouvelle-Aquitaine. Die Gemeinde gehört zum Arrondissement Angoulême, zum Kanton Tude-et-Lavalette und zum 2017 gegründeten Gemeindeverband Lavalette Tude Dronne. Die Einwohner werden Courlacois genannt.

## Geografie
Courlac liegt im Süden der historischen Provinz Angoumois, etwa 39 Kilometer südsüdwestlich von Angoulême. Umgeben wird Courlac von den Nachbargemeinden Montboyer im Norden und Westen, Bellon im Osten und Nordosten, Saint-Romain im Osten und Südosten sowie Orival im Süden und Südwesten.

## Bevölkerungsentwicklung
| Jahr                      | 1962 | 1968 | 1975 | 1982 | 1990 | 1999 | 2006 | 2013 |
| Einwohner                 | 132  | 92   | 84   | 80   | 64   | 59   | 66   | 59   |
| Quelle: Cassini und INSEE |      |      |      |      |      |      |      |      |

## Sehenswürdigkeiten
- Kirche Saint-Georges aus dem 12. Jahrhundert, Monument historique seit 2004

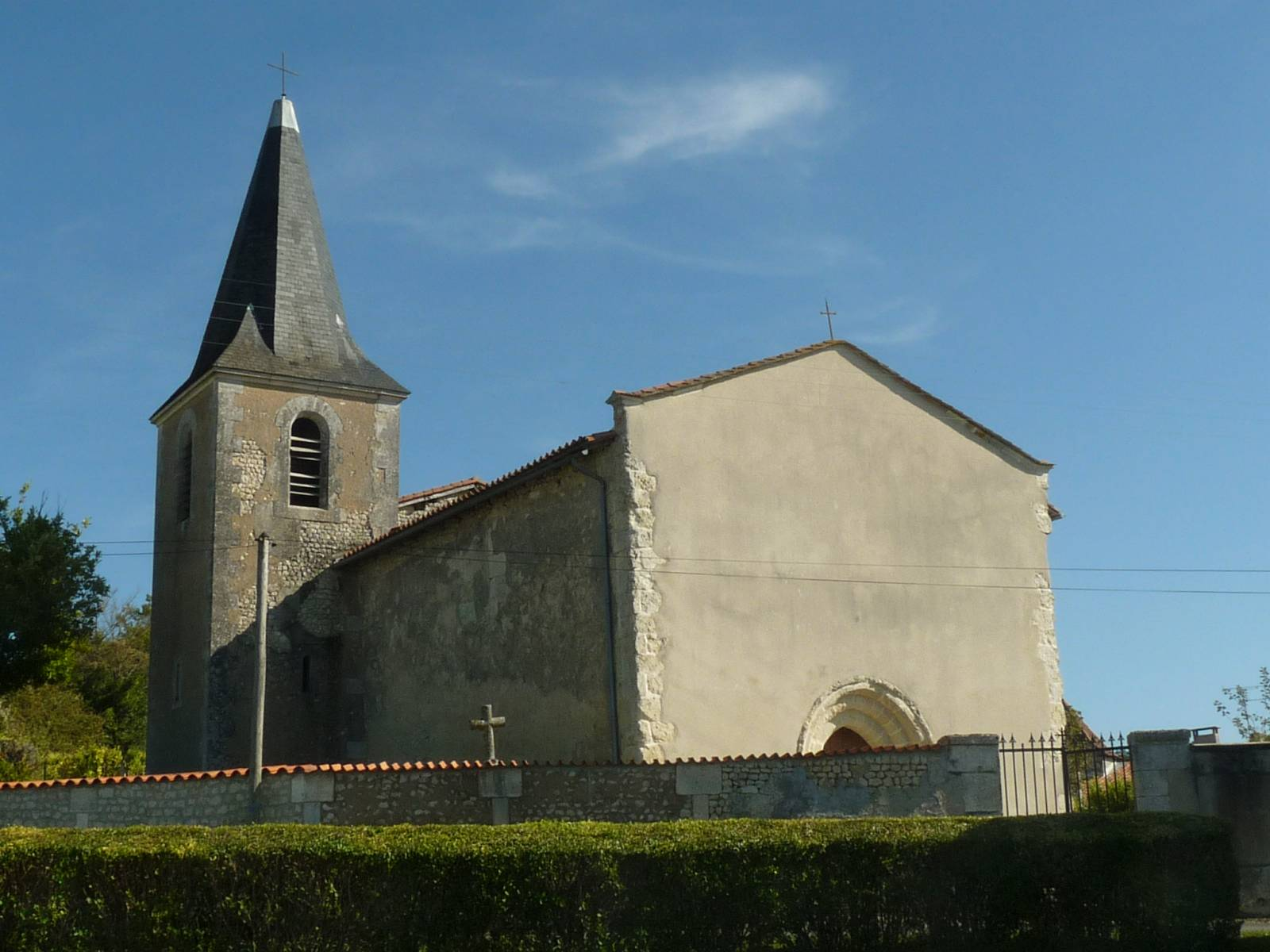
Kirche Saint-Georges